# 440年
| 千纪： | 1千纪                                                                                           |
| 世纪： | 4世纪 \| 5世纪 \| 6世纪                                                                         |
| 年代： | 410年代 \| 420年代 \| 430年代 \| 440年代 \| 450年代 \| 460年代 \| 470年代                       |
| 年份： | 435年 \| 436年 \| 437年 \| 438年 \| 439年 \| 440年 \| 441年 \| 442年 \| 443年 \| 444年 \| 445年 |
| 纪年： | 庚辰年（龙年）；北魏太延六年，太平真君元年；南朝宋元嘉十七年；仇池建义五年                      |

## 大事记
- 6月，寇謙之於嵩山建天師道場，據傳太上老君降，授太平真君之號，北魏太武帝因改年號為太平真君。
- 宋文帝外調劉義康為江州刺史，以州事委大將軍諮議參軍、領豫章太守蕭斌，盡削其權力。
- 匈人帝國君王布列達和阿提拉兄弟再度把注意力放到拜占庭帝國，並屢次侵擾多瑙河北岸的商人市。

## 出生

### 中国
- 拓跋濬，北魏文成帝
- 蕭賾，南朝齐武帝

### 日本
- 飯豐青皇女